# Renate van Kampen
Renate van Kampen, geb. Finkelnburg (* 27. September 1941 in Magdeburg; † 7. Februar 2022 in Berlin), war eine deutsche Historikerin, Politikwissenschaftlerin und Sachbuchautorin. 

Nach dem Studium der Geschichte und Politischen Wissenschaft an den Universitäten Bonn und Göttingen und verschiedenen Tätigkeiten als wissenschaftliche Assistentin war sie u. a. Referentin für Lehrpläne im Niedersächsischen Kultusministerium und zuletzt Studiendirektorin am Ratsgymnasium in Stadthagen. Sie lebte in Berlin.

## Veröffentlichungen
(bis 2002 unter dem Namen Fricke-Finkelnburg)
- Mitarbeit an / Herausgabe von zahlreichen Schulbüchern für Geschichte und Politik für Gymnasien und für Gesamtschulen (1979–2002)
- Nationalsozialismus und Schule : amtliche Erlasse und Richtlinien 1933 – 1945 / hrsg. u. eingeleitet von Renate Fricke-Finkelnburg. Opladen: Leske u. Budrich. (1989)
- …fast vergessen. Spuren eines jüdischen Lebens. Thekla Skorra geb. Gottliebson 1866–1943. Schlehdorn Verlag, Berlin 2010
- „Zur Kulturvermittlung ungeeignet“ Die Berliner Verlegerfamilie Harrwitz, Renate van Kampen und Hans H. Lembke im Jahrbuch des Landesarchivs Berlin 2011, S. 169 bis 203.